# 东源古建筑群
东源古建筑群，是位于今中华人民共和国福建省宁德市柘荣县东源乡东源村的一个清代古建筑群。这些建筑因具有一定的历史意义和旅游资源，在2000年代至2010年代间先后被柘荣县人民政府列为县级文物保护单位或文物点。2018年9月，经福建省人民政府批准，6项位于东源村的古建筑入选为第九批福建省文物保护单位。

## 保护历史
东源古建筑群的现存建筑已知历史年份最早的是建于清朝康熙年间的古书堂，最晚的则是民国23年因失火重建的培凤亭。2007年，位于东源村的东源井和温安桥入选第七批柘荣县文物保护单位；2011年，吴氏宗祠戏楼和培凤亭成为第八批柘荣县文物保护单位，古书堂则在第三次全国文物普查后被列为柘荣县文物保护点。
2016年，东源乡人民政府向柘荣县文体新局提出申请，请求将东源村境内的7处古建筑（吴氏宗祠戏楼、粉墙厝、吴成故居、古书堂、东源井、培凤亭和温安桥）合并申报为省级文物保护单位。2018年，在福建省人民政府公布的第九批文物保护单位名录中，东源古建筑群成功入选，但温安桥却并未成为该建筑群的一部分，仍为县级文物保护单位。
2022年，福建省文物局启动对粉墙厝、吴成故居的修缮工程。

## 建筑简介

### 吴氏宗祠戏楼
东源吴氏宗祠戏楼位于东源村中心巷中部北侧，始建年代待考，现存建筑建于清朝乾隆四十九年（1784年），通面阔16.11米，通进深28.45米，占地面积458.33米，由观众厅、戏台及两侧廊庑组成，硬山顶、匡斗山墙，左右山墙上开有东、西门楼。有一个附属文物“千秋祖产”碑记。

### 粉墙厝
粉墙厝是一座砖木建筑，始建于清朝乾隆间，坐南朝北，通面阔30.42米，通进深28.10米，建筑包括门、厅和天井，前天井两侧有两层厢房，正厅重檐悬山顶，双脊檩卷棚前廊，建筑内装有双层推拉窗，饰以精美的木雕。建筑保存较为完整，现有村民居住在内。

### 吴成故居
吴成故居是一座清末民居与商铺合一建筑，坐东南朝西北，占地约100平方米，五开间穿斗式两层建筑，通面阔16.74米，通进深8.54米。中国共产党烈士吴成生前在此开裁缝铺。该建筑目前保存完好，吴成的后人居住于此。

### 古书堂
古书堂俗称龙山书堂，是柘荣县唯一一座保存较为完整的乡村书院，始建于元朝，明朝时毁于倭患，现存建筑为清朝康熙年间再建，由前后两组建筑组成，建筑面积262平方米、前部心远堂为穿斗式硬山顶两层楼，后部建筑由门理、门楼、主楼组成，主楼琢玉楼为穿斗式重檐硬山顶两层建筑。该书院曾培育出海门知县吴国宾、中共烈士吴成等人

### 东源井
东源井是东源村2000多人曾经的主要饮用水源。始建年代未知，现存井为清朝嘉庆十年（1805年）重修，石构长方形，井口长1.92米、宽1.4米，井深1.2米，井坪长5米、宽3.5米。现在即使通了自来水，村民依然习惯饮用此地井水。

### 培凤亭
培凤亭是柘荣境内现存最大、造型最精致的古代路亭，距吴氏宗祠20米，始建年代未知，民国23年（1934年）因失火而重建。建筑位于霞浦、柘荣古驿道上，坐北向南，通面阔8.85米，通进深9.05米，占地80.09平方米。木构抬梁式歇山顶，四角共8根方形立柱，地面为条石铺设，亭后有供奉观音的神龛。

## 图集

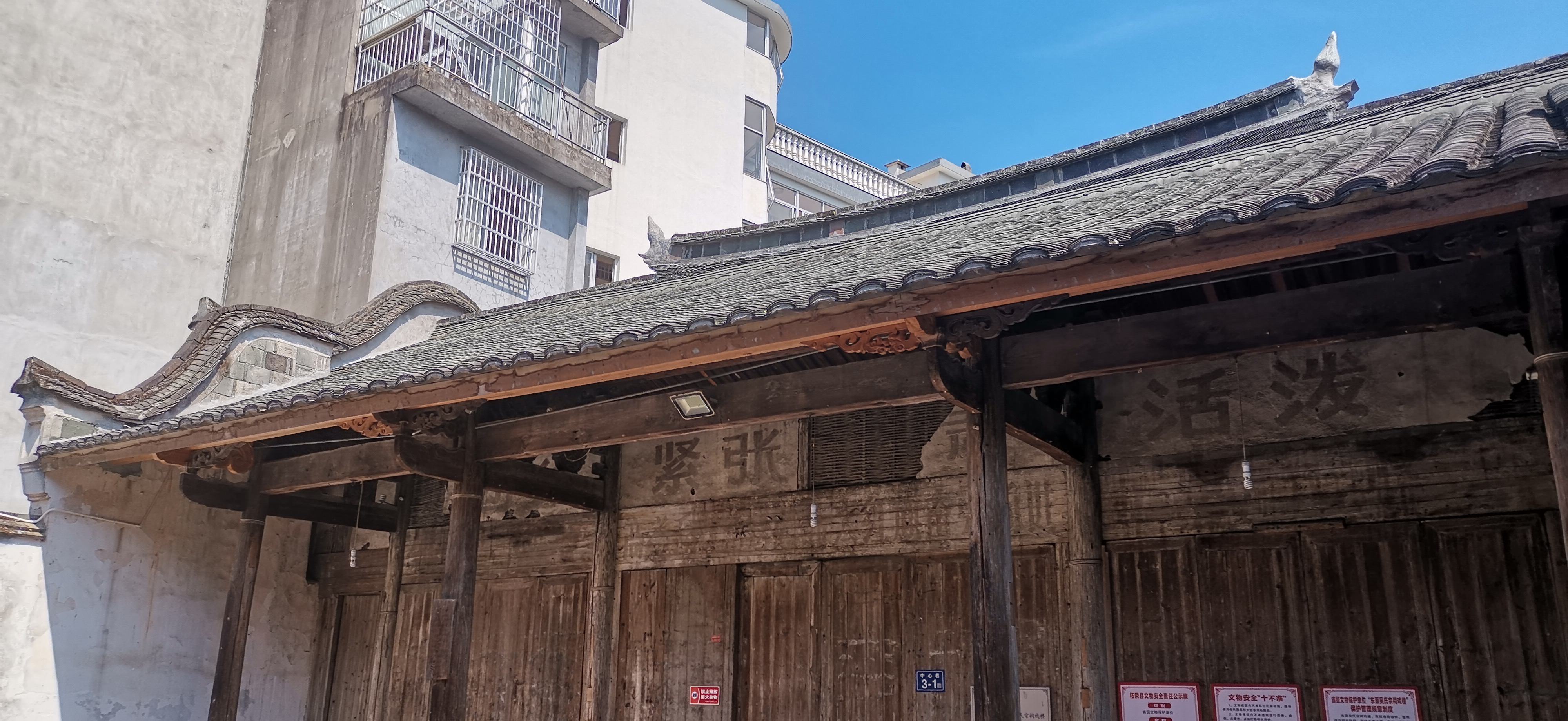
吴氏宗祠戏楼
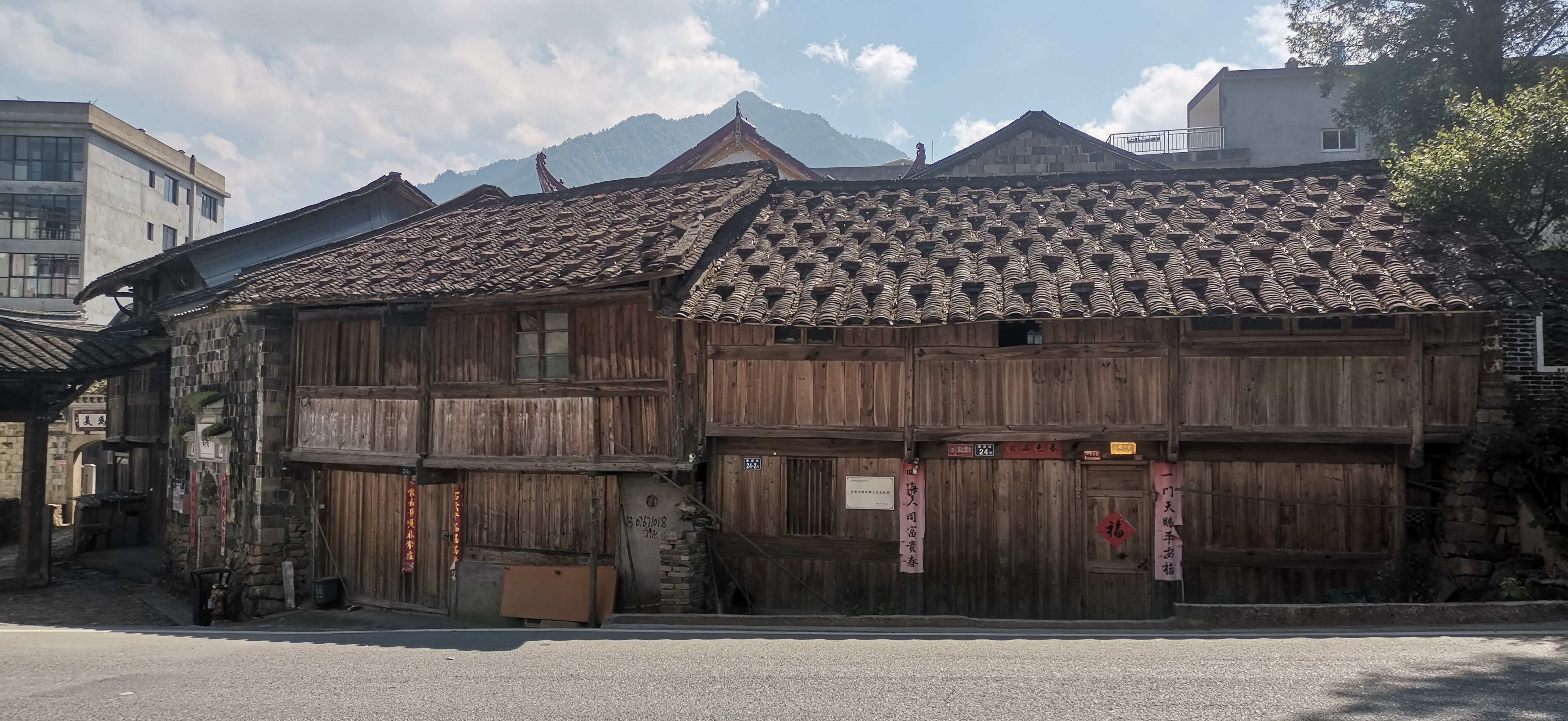
吴成故居
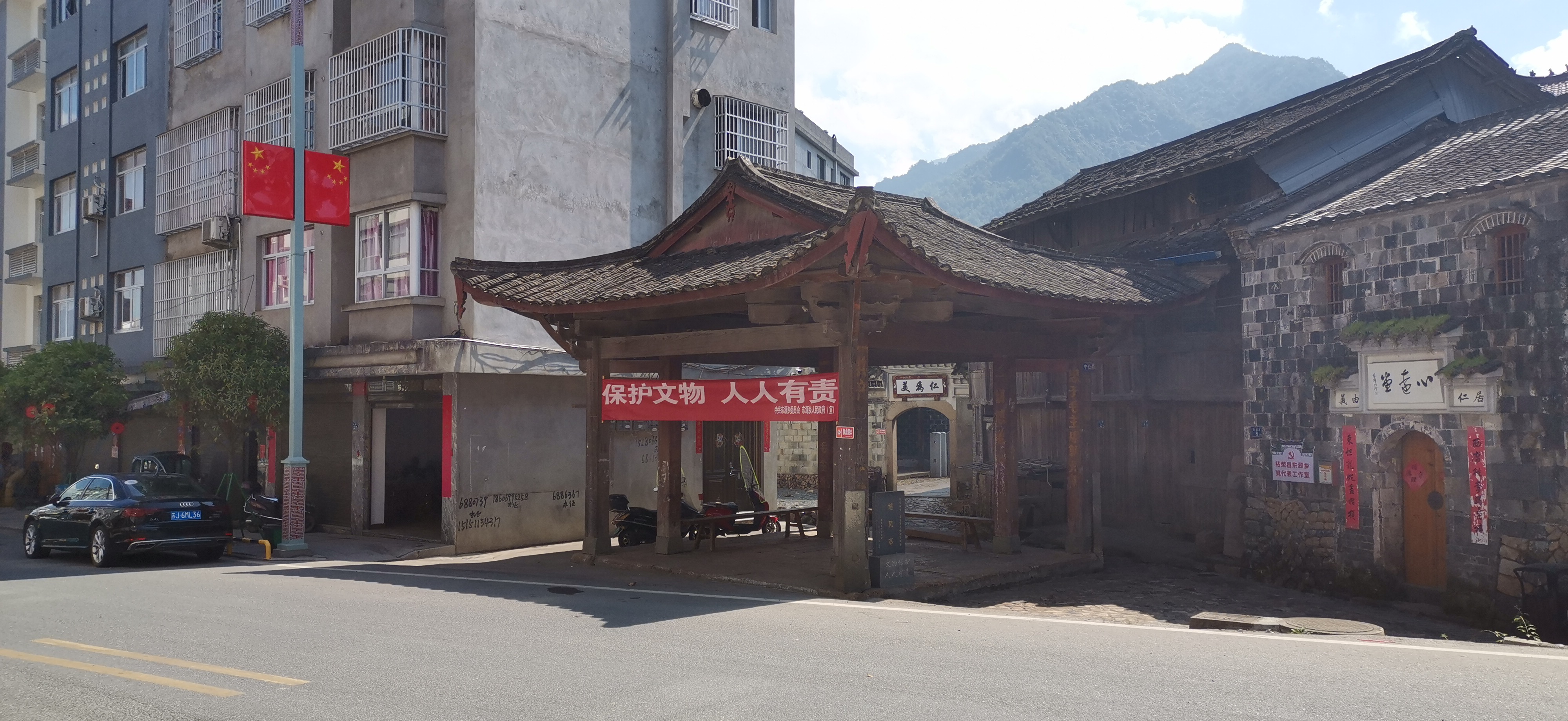
培凤亭（中）和古书堂（右）